# Ligeti Jenő (labdarúgó)
Ligeti Jenő (1905. augusztus 14. – 1944.) válogatott labdarúgó, balhátvéd.

## Pályafutása

### Klubcsapatban
1921-től 1926-ig a Testvériség csapatában játszott. Az Újpest színeiben kétszeres magyar bajnok (1930-31, 1932-33).

### A válogatottban
1930-ban egy alkalommal szerepelt a magyar labdarúgó-válogatottban.

## Statisztika

### Mérkőzése a válogatottban
| Magyarország | Magyarország         | Magyarország     | Magyarország | Magyarország | Magyarország | Magyarország | Magyarország | Magyarország |
| #            | Dátum                | Helyszín         | Hazai        | Eredmény     | Vendég       | Kiírás       | Gólok        | Esemény      |
| ------------ | -------------------- | ---------------- | ------------ | ------------ | ------------ | ------------ | ------------ | ------------ |
| 1.           | 1930. szeptember 21. | Bécs, Hohe Warte | Ausztria     | 2 – 3        | Magyarország | barátságos   | -            |              |
|              | Összesen             |                  |              | 1            | mérkőzés     |              | 0            | gól          |